# Liste der Schulen in Freital
Die Liste der Schulen in Freital enthält alle Grund- und allgemeinbildenden Schulen in Freital.
Zum Schuljahresbeginn 2016/2017 gab es in Freital sieben Grundschulen, vier Oberschulen, zwei allgemeinbildende Förderschulen, zwei berufsbildende Schulen und ein Gymnasium.
In den sieben Grundschulen in den Stadtteilen Birkigt, Hainsberg Niederhäslich, Pesterwitz, Potschappel, Wurgwitz und Zauckerode lernten im Jahr 2016 insgesamt 1432 Kinder in 64 Klassen. An Grundschulen waren 82 Lehrer angestellt. Die vier Oberschulen hatten insgesamt 50 Klassen mit 1104 Schülern sowie 101 Lehrer. Am Freitaler Gymnasium lernten 1062 Schüler in 35 Klassen und wurden von 86 Lehrern betreut. Auf die Förderschulen entfielen 25 Klassen mit 269 Schülern und 44 Lehrern. Die zwei berufsbildenden Schulen in der Stadt beherbergten 1577 Schüler und 107 Lehrer in 35 Klassen.
Mit Ausnahme der von der Sabel Freital gAG betriebenen Fachoberschule und Oberschule befinden sich die Freitaler Bildungseinrichtungen in öffentlicher Hand. Dabei sind die Förderschulen, das Berufsschulzentrum und das Gymnasium in Trägerschaft des Landkreises Sächsische Schweiz-Osterzgebirge. Die Grundschulen und drei Oberschulen werden von der Stadt Freital getragen.

## Legende
- Name: Nennt den Namen der Schule und enthält einen Link zur Geolokalisierung des Schulhauptbaus.
- Namensherkunft: Zeigt den Namensgeber bzw. die Herkunft des Schulnamens, falls ein solcher, abgesehen von der Standortangabe, existiert.
- Schulform: Nennt die Schulform(en) der Bildungseinrichtung.
- Träger: Enthält den Schulträger.
- Schülerzahl: Nennt die Anzahl der Personen, die an der Schule lernen, falls veröffentlicht. Die Daten stammen aus der Sächsischen Schuldatenbank mit Stand vom Schuljahr 2018/2019.
- Anmerkungen: Enthält weitere Informationen und Besonderheiten zum Profil, zur Geschichte, zu Gebäuden und Anlagen etc.

## Liste der Schulen
|                                            | Name                                                      | Namensherkunft                                                                        | Schulform                                                           | Träger                                     | Schüler | Anmerkungen |
| ------------------------------------------ | --------------------------------------------------------- | ------------------------------------------------------------------------------------- | ------------------------------------------------------------------- | ------------------------------------------ | ------- | --- |
|                                            | Grundschule „Am Albertschacht“ (Lage)                     | Albertschacht, ehemalige Steinkohlengrube                                             | Grundschule                                                         | Stadt Freital                              | 172     | Die Grundschule befindet sich in Wurgwitz in einem bis 2017 komplettsanierten und umgebauten ehemaligen Typenschulbau Dresden Atrium. Auf dem Schulgelände befinden sich eine Sporthalle, Außenanlagen und eine Kindertagesstätte. |
|                                            | Glückauf-Grundschule (Lage)                               | Glückauf, Bergmannsgruß, Lage im ehemaligen Steinkohleabbaugebiet links der Weißeritz | Grundschule                                                         | Stadt Freital                              | 278     | Die Zauckeroder Grundschule ist in einem sanierten Typenschulbau Dresden Atrium beheimatet. |
| Grundschule „Gotthold Ephraim Lessing“     | Grundschule „Gotthold Ephraim Lessing“ (Lage)             | Gotthold Ephraim Lessing (1729–1781), Dichter der deutschen Aufklärung                | Grundschule                                                         | Stadt Freital                              | 163     | Grund- und Oberschule benutzen ein gemeinsames Schulgebäude in Potschappel. Als Sporthallen werden die Einfeldhallen auf dem Sauberg und an der Turnerstraße genutzt. |
| Oberschule Freital-Potschappel             | Oberschule „Gotthold Ephraim Lessing“ (Lage)              | Gotthold Ephraim Lessing (1729–1781), Dichter der deutschen Aufklärung                | Oberschule                                                          | Stadt Freital                              | 314     | |
| Berufliches Schulzentrum „Otto Lilienthal“ | Berufliches Schulzentrum „Otto Lilienthal“ (Lage)         | Otto Lilienthal (1848–1896), deutscher Luftfahrtpionier                               | Fachschule, Berufsfachschule, Fachoberschule, Berufliches Gymnasium | Landkreis Sächsische Schweiz-Osterzgebirge | 1412    | Das Berufsschulzentrum befindet sich in einem in den Jahren 1997 und 1998 errichteten großzügigen Schulbau mit Dreifeldsporthalle im Stadtteil Burgk. |
| Schule im Park                             | Schule im Park (Lage)                                     | Parkanlage, in der das Schulgebäude gelegen ist                                       | Schule für geistig Behinderte                                       | Landkreis Sächsische Schweiz-Osterzgebirge | 52      | Die Schule im Park ist unweit der anderen beiden Hainsberger Schulen (Grund- und Oberschule) in der denkmalgeschützten Villa Somsdorfer Straße 2 beheimatet. |
|                                            | Grundschule Pesterwitz (Lage)                             | –                                                                                     | Grundschule                                                         | Stadt Freital                              | 204     | |
| Grundschule Poisental                      | Grundschule Poisental (Lage)                              | Tal des Poisenbachs                                                                   | Grundschule                                                         | Stadt Freital                              | 282     | Die im denkmalgeschützten Niederhäslicher Schulgebäude beheimatete Grundschule befand sich früher im heutigen Gebäude Johannisstraße des Weißeritzgymnasiums, bevor die Einrichtungen ihre Standorte tauschten. |
| Wilhelmine-Reichard-Schule                 | Wilhelmine-Reichard-Schule (Lage)                         | Wilhelmine Reichard (1788–1848), erste deutsche Ballonfahrerin, aus Döhlen            | Schule zur Lernförderung                                            | Landkreis Sächsische Schweiz-Osterzgebirge | 219     | Die Wilhelmine-Reichard-Schule ist eine von zwei Förderschulen in Freital und befindet sich in einem Altbau in Döhlen. |
| Grundschule „Ludwig Richter“               | Grundschule „Ludwig Richter“ (Lage)                       | Ludwig Richter (1803–1884), Maler und Zeichner der Spätromantik                       | Grundschule                                                         | Stadt Freital                              | 197     | Die Grundschule liegt im Stadtteil Birkigt. |
|                                            | Fachoberschule für Wirtschaft und Verwaltung Sabel (Lage) | Gustav Adolf Sabel (1867–1911), Gründer der „Sabel-Schulen“                           | Fachoberschule                                                      | Sabel Freital gAG                          |         | Die private Fachschule liegt unweit der Oberschule desselben Trägers zwischen Vorholzbach und dem Johannes-May-Stadion in Hainsberg. |
| Freie Oberschule Sabel                     | Freie Oberschule Sabel (Lage)                             | Gustav Adolf Sabel (1867–1911), Gründer der „Sabel-Schulen“                           | Oberschule                                                          | Sabel Freital gAG                          |         | Die Schule ist die einzige private Oberschule in Freital und ist im Gebäude der ehemaligen Mehnert-Mühle in Hainsberg beheimatet. |
|                                            | Geschwister-Scholl-Grundschule (Lage)                     | Geschwister Scholl, Widerstandskämpfer im Nationalsozialismus                         | Grundschule                                                         | Stadt Freital                              | 185     | Die Grundschule befindet sich in Hainsberg unweit der gleichnamigen Oberschule. Dazwischen befindet sich eine Zweifeldsporthalle, die im Gegensatz zu den Schulen aber nicht im städtischen Besitz ist, sondern den Technischen Werken Freital (TWF) gehört. |
|                                            | Geschwister-Scholl-Oberschule (Lage)                      | Geschwister Scholl, Widerstandskämpfer im Nationalsozialismus                         | Oberschule                                                          | Stadt Freital                              | 248     | Die Oberschule befindet sich in unmittelbarer Nähe zur gleichnamigen Grundschule und nutzt auch einige Räume in deren Schulgebäude mit. |
|                                            | Waldblick-Oberschule (Lage)                               |                                                                                       | Oberschule                                                          | Stadt Freital                              | 409     | Die Oberschule befindet sich im Stadtteil Niederhäslich. |
| Weißeritzgymnasium                         | Weißeritzgymnasium (Lage)                                 | Weißeritz, fließt durch das Schulgelände                                              | Gymnasium                                                           | Landkreis Sächsische Schweiz-Osterzgebirge | 999     | Das einzige Gymnasium Freitals verfügt über drei Schulgebäude an der Krönertstraße (Hauptbau), Pestalozzistraße und Johannisstraße. Der durch Sanierung umgebaute frühere Typenschulbau Dresden Atrium an der Johannisstraße war zuvor Standort der Grundschule Poisental, deren heutiges Gebäude Außenstelle des Gymnasiums. Zur Schule gehören eine Einfeld- und eine Dreifeldsporthalle sowie Außensportanlagen am Gebäude Johannisstraße. Das Gymnasium ging aus der EOS Freital hervor und hieß bis 2007 „Kreisgymnasium Freital-Deuben“. 1996 wurde die Einrichtung mit dem Sonderpreis „Innovative Schulen“ der Bertelsmann-Stiftung ausgezeichnet. Nach dem Zusammenschluss mit dem Manfred-von-Ardenne-Gymnasium aus Freital-Zauckerode im Jahr 2003 war es einige Jahre lang größtes Gymnasium Sachsens. |